# Alexeter salgadoi
Alexeter salgadoi là một loài tò vò trong họ Ichneumonidae.